# Dorotealilje
Dorotealilje, dorthealilje, dorothealilje eller hvidblomme (Leucojum vernum) er en staude med en opret vækst og grundstillede blade. I Danmark er den almindeligt dyrket i haver og parker. Hele planten er giftig.

## Beskrivelse
Bladene er linjeformede og tykke med hel rand og but (dvs. afrundet) spids. De er græsgrønne på begge sider. Blomstringen sker i marts-maj (afhængigt af, hvornår sneen er smeltet væk). Blomsterne sidder enkeltvis og endestillet på et særligt skud. De er nikkende og lidt oppustede med hvide kronblade og grønne eller gullige pletter nær spidsen af hvert kronblad. Frugterne er kapsler med mange frø.
Rodnettet består af løget med den sædvanlige tot af trævlede rødder. 
Højde x bredde og årlig tilvækst: 0,30 x 0,10 m (30 x 10 cm/år).

## Hjemsted
Dorotealilje findes i det meste af Vest-, Syd- og Østeuropa, men det er vanskeligt at afgøre, hvor den er hjemmehørende og hvor den er naturaliseret. Den er knyttet til skovbunden i lyse, blandede løvskove, ofte på den mellemhøje del af bjergene. 
I den liguriske Val Trebbia, Italien, findes den sammen med bl.a. akselrøn, alm. humlebøg, alm. mangeløv, blå anemone, europæisk lærk, frynseeg, grøn nyserod, hvidplettet lungeurt, kirsebærkornel, mannaask, murrude, peberbusk, tobladet skilla og trillinganemone.

## Varianter
Man kender to varianter af denne art: Leucojum vernum var. carpathicum (med en gul plet på kronbladet) og Leucojum vernum var. vagneri (kraftig plante, der ofte bærer to blomster pr. stilk).
| Portal | Portal:Botanik |

## Note
1. ↑  Fabrizio Capecchi: The Trebbia Valley flora Arkiveret 4. maj 2009 hos  Wayback Machine (engelsk)